# Warneckea
Warneckea is een geslacht uit de familie Melastomataceae. De soorten uit het geslacht komen voor in Afrika en op Madagaskar.

## Enkele soorten
- Warneckea cordiformis R. D. Stone
- Warneckea memecyloides (Benth.) H.Jacques-Felix
- Warneckea wildeana Jacq.-Fel.